# Infectats
Infectats (títol original en anglès: Carriers) és una pel·lícula post-apocalíptica dirigida i escrita per Àlex i David Pastor, el seu debut a Hollywood. La protagonitzen Lou Taylor Pucci, Chris Pine, Piper Perabo i Emily VanCamp com a quatre supervivents d'una pandèmia viral que malden per evitar ser infectats. Els germans Pastor van començar a escriure'n el guió quan va esclatar la grip aviària.
Es va rodar el 2006 i va ser estrenada en alguns cinemes dels Estats Units el 4 de setembre de 2009, després de la interpretació de Pine a Star Trek (2009) que el faria assolir la fama. Va rebre crítiques positives i va recaptar 5,8 milions de dòlars a la taquilla.
Ha estat doblada al català.

## Sinopsi
Regla número u: eviteu les zones despoblades. Regla número dos: si hi trobéssiu cap ésser humà, doneu per fet que està infectat. I així fins a cinc. Són les de dos joves germans i dues amigues seves que van a la recerca d'un lloc remot i idíl·lic on el virus que assota els Estats Units no hagi arribat.

## Repartiment
- Lou Taylor Pucci com a Danny
- Chris Pine com a Brian
- Piper Perabo com a Bobby
- Emily VanCamp com a Kate
- Christopher Meloni com a Frank
- Kiernan Shipka com a Jodie
- Mark Moses com a doctor

A més a més, Josh Berry, Tim D. Janis, Dale Malley i Dylan Kenin van interpretar-hi els survivalistes. LeAnne Lynch i Jan Cunningham va interpretar les dones que es troben el grup quan tenen poca benzina.